# Club Olympic
O Club Olympic, é um time boliviano de voleibol indoor feminino da cidade de Cochabamba.Fundado em 1959, a ação mobilizadora de um grupo de jovens impulsionou a atividade do clube e culminou numa tradição entre as principais escolas de desportos desta cidade.
As atletas que iniciaram o histórico de conquistas foram: Ana Ruiz de Villafañe, Sonia de la Parra, estas líderes do grupo, além de Miriam Martínez, Rosario Rodríguez, Teresa Ruiz, Rosario Ruiz, Carmen García y Silvia Guzmán, se doaram para que o clube fosse registrado a categoría de promoção da associação de voleibol e conquistaram o título e vaga para a Primeira Divisão, a elite do voleibol boliviano.
O clube se destaca no desenvolvimento das categorías de base, e desde 1996 o clube organiza um torneio chamado “Liga Interna Vóley” e a partir de 2009  ousou a implantar o projeto : “Cochabamba Centro Deportivo del País - Olympic Voley”, abrangendo 30 escolas dos bairros e até mesmo na zona rural, participando sem custo algum.
Retornou a elite do voleibol em 2015, após torneio seletivo da Liga Superior e conquistou o título da Liga Superior  pela primeira vez e qualificou-se ao Campeonato Sul-Americano de Clubes, surpreendendo por ser a equipe com baixo investimento, por set  set average  sagrou-se campeão.
No Campeonato Sul-Americano de Clubes de 2016 alcançou a sexta colocação.

## Resultados obtidos nas principais competições

### Títulos conquistados
- Campeonato Boliviano A1(1 vez): 2015
- Campeonato Boliviano A2(2 vez): 1960,[1] 2015
- Campeonato Sul-Americano de Clubes:(não possui)